# Iboudraren
Iboudraren é uma cidade e comuna localizada na província de Tizi Ouzou, no norte da Argélia. Em 2008, sua população era de 5 398 habitantes.